# 이 순간을 위하여
"이 순간을 위하여"는 1961년 공개된 대한민국의 영화이다.

## 배역
- 최무룡
- 조미령
- 황정순
- 황해남